# Telephlebia
Genre
Telephlebia est un genre de libellules de la famille des Æshnidae (sous-ordre des Anisoptères). 

## Liste d'espèces
Le genre comprend six espèces :
- Telephlebia brevicauda Tillyard, 1916
- Telephlebia cyclops Tillyard 1916
- Telephlebia godeffroyi Selys 1883
- Telephlebia tillyardi Champion & Tillyard, 1916
- Telephlebia tryoni Tillyard, 1917
- Telephlebia undia Theischinger, 1985